# スタッグス・ヘッド

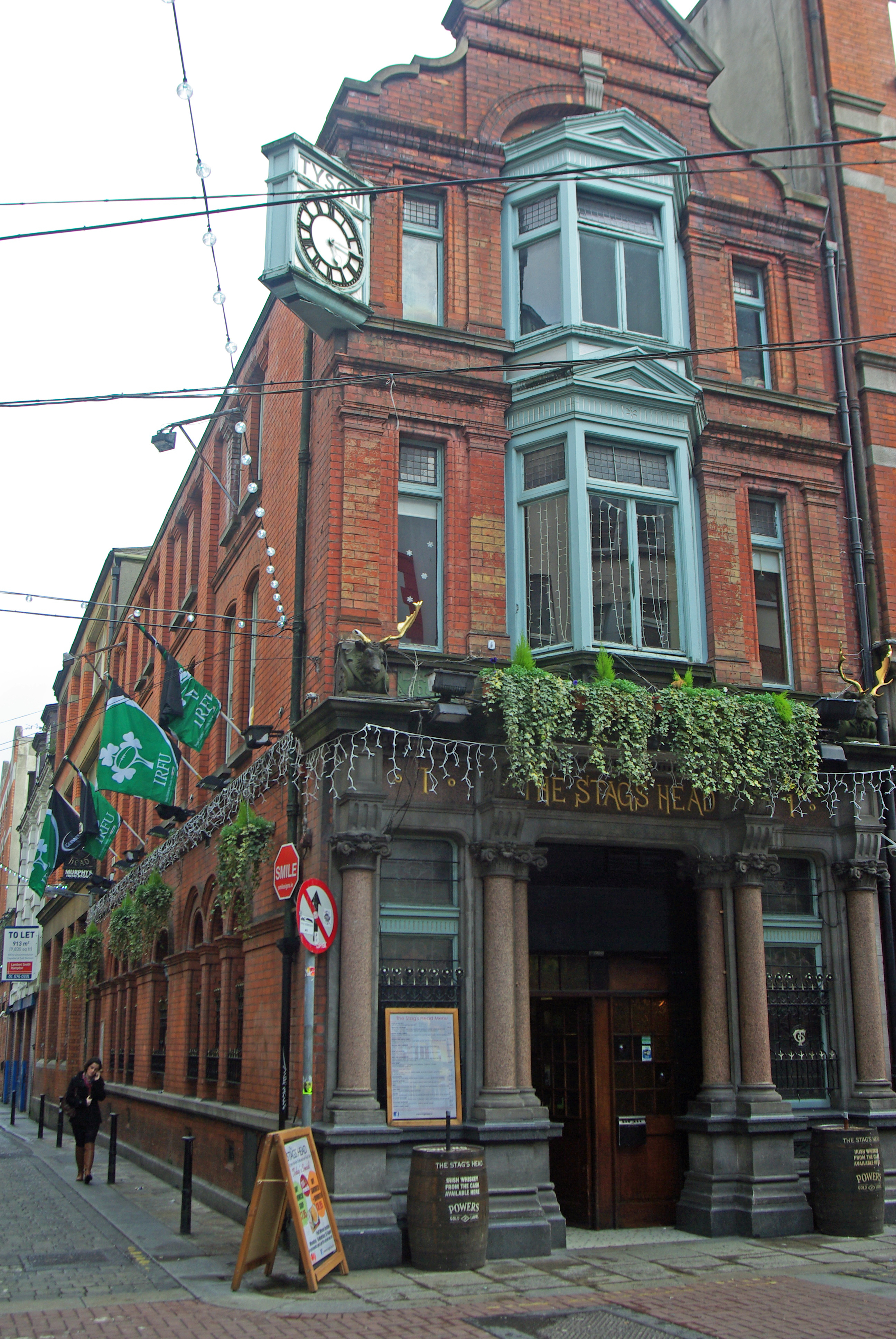
デイム・コートのスタグス・ヘッド

スタッグス・ヘッド(The Stag's Head)は、アイルランドのダブリンのデイム・コートとデイム・レーンの角にあるパブである。
スタッグス・ヘッドの敷地にあるパブの記録は、1770 年 (タイソン氏による当初の建設) と 1895 年 (大規模な再建) にまで遡ることが出来る。
このパブは、ビクトリア朝のインテリアが保存されており、パブのドアから少し離れたデイム・ストリートの歩道に復元された広告モザイクで知られている。「タイソン」という名前とタイソン氏のイニシャルが古時計と外装の錬鉄を飾っている。タイソン氏は、デイム・レーン上の恒久的な舗装道路の建設にも貢献したと考えられている。パブの1 階(アイルランド語: snug)にはキツネのぬいぐるみがあり、メインバーには大きな鹿(アイルランド語: stag)の頭が飾られている。
このパブは多くの映画に登場しており、特にアルバート・フィニー主演の『マン・オブ・ノー・インポータンス』(A Man of No Importance)やマイケル・ケインとジュリー・ウォルターズ主演の『リタと大学教授』など多くの映画に登場している。『ペニー・ドレッドフル 〜ナイトメア 血塗られた秘密〜』の撮影も、2014 年 2 月にパブの内外で行われた。
この施設は 2005 年に 580 万ユーロで売却され、ルイス・フィッツジェラルド・グループが購入した。売却以来、パブには多くの変更が加えられ、最も注目すべきはバーエリアへのテレビが設置されたことである。

座標: 北緯53度20分38秒 西経6度15分49秒 / 北緯53.34378度 西経6.26366度